# Le Bon Temps du rock and roll
Singles de Johnny Hallyday
Revoilà ma solitude
(1978) Qu'est-ce que tu croyais
(1979)
Pistes de Irrésistiblement Sylvie
Quelqu'un qui m'ressemble (en trio avec Françoise Hardy et Étienne Daho) Aimer (en duo avec Jacques Weber)
Le Bon Temps du rock and roll est une chanson de Johnny Hallyday extraite de l'album Hollywood. Elle est sortie en 1979.
Régulièrement inscrite à son tour de chant, elle compte parmi les classiques du chanteur.

## Histoire
Le Bon Temps du rock and roll est l'adaptation française par Michel Mallory du titre de Bob Seger Old Time Rock and Roll. À l'origine, la chanson est repérée par Sylvie Vartan, mais Johnny Hallyday devançant son épouse, s'octroie l'adaptation (en 1966, c'est elle qui lui « brûle la politesse » et détourne le titre Par amour, par pitié, initialement écrit pour lui). Le couple interprète Le bon temps du rock and roll sur scène à diverses occasions et Sylvie Vartan l'enregistre (en duo avec Johnny Hallyday), en 1999,.

En 1979, la chanson sort en pleine période disco et Johnny Hallyday, à contre-courant, réaffirme son attachement au rock 'n' roll et chante son hostilité à cette mode alors à son apogée : 
« J'ai une indigestion de disco, Et tous ces crooners qui me tapent sur les nerfs, Et le rétro j'en ai vraiment ras le bol, je préfère le bon temps du rock'n'roll »
 Cette même année, Hallyday se produit au Pavillon de Paris, Le Bon Temps du rock and roll est interprété en fin de récital et le chanteur s'adressant au public anticipe la fin du disco : « Il y a de cela vingt ans, il y a des gens bien-pensants qui ont dit le rock and roll ça ne durera plus d'un été. Aussi ces bourgeois bien-pensants ont lancé des modes comme le twist, le madison, il y a encore pour très peu de temps, une soi-disant danse qu'on appelle le disco, mais moi je peux vous jurer que, même si un jour je ne suis plus ici, le rock and roll est là pour rester. » Pour l'occasion, la version alors proposée est plus longue et plus rythmée que la version studio.
En 1987, pour le spectacle Johnny se donne à Bercy, mis en scène par Michel Berger, un film d'archives fait de séquences d'actualités américaines, sur lesquelles diverses personnalités cassent des disques de rock'n'roll présentés comme « la musique du diable », ou encore déclarent que « le rock and roll c'est de la dynamite et nous ne voulons pas de dynamite à Jersey City », est diffusé sur un écran en introduction de la chanson.
Au cours des années 2000, le texte est légèrement actualisé et « j'ai une indigestion de disco », devient  « j'ai une indigestion de techno ».

## Réception
Le titre s’écoule à plus de 250 000 exemplaires en France.

### Classements hebdomadaires
| Classement (1979) | Meilleure position |
| ----------------- | ------------------ |
| France            | 8                  |

## Discographie
1979 :
- 30 janvier : album Hollywood
- 21 février : 45 tours Philips 6172203[1] : Le Bon Temps du rock and roll, Tout m'enchaîne
- 27 février : 45 tours promo Philips 6172215[5] : Le Bon Temps du rock'n'roll, Dommage

Discographie live :
- 1979 : Pavillon de Paris : Porte de Pantin
- 1981 : Live
- 1983 : Palais des sports 82
- 1984 : Johnny Hallyday au Zénith
- 1985 : Johnny Hallyday Zénith 85 (sortie posthume en 2024)
- 1988 : Johnny à Bercy - Live at Montreux 1988 (resté inédit jusqu'en 2008)
- 1989 : Tournée d'Enfoirés (en duo avec Eddy Mitchell)
- 1991 : Dans la chaleur de Bercy
- 1991 : Johnny Hallyday Fête de l'Huma 18 septembre 1991 (sortie posthume en 2024)
- 1993 : Bercy 92 - Parc des Princes 1993
- 1998 : Stade de France 98 Johnny allume le feu
- 2000 : 100 % Johnny : Live à la tour Eiffel - Olympia 2000 - Happy Birthday Live - Parc de Sceaux 15.06.2000 en duo avec Paul Personne (inédit jusqu'en 2020)
- 2006 : Flashback Tour : Palais des sports 2006
- 2007 : La Cigale : 12-17 décembre 2006
- 2009 : Tour 66 : Stade de France 2009
- 2013 : Born Rocker Tour
- 2016 : Rester Vivant Tour

Sylvie Vartan
- 1999 : Irrésistiblement Sylvie (en duo avec Johnny Hallyday)

## Autour de la chanson
Avec Le Bon Temps du rock and roll, Johnny Hallyday chante pour la première fois Bob Seger. Durant la première moitié des années 1980, il va régulièrement chanter des adaptations de l'artiste Américain :
- 1980 : Perdu dans le nombre, Feel Like A Number (album À partir de maintenant)
- 1981 : Deux étrangers, Brave Strangers (album En pièces détachées). Cette même année, il enregistre également le titre dans sa version originale (cette version reste inédite jusqu'en 1993)
- 1981 : Toujours le même, Still the Same (en), (album Pas facile)
- 1984 : Mon p'tit loup (ça va faire mal), Betty Lou Is Going Out Tonight (album Drôle de métier)

En 1996, Hallyday chante une nouvelle fois Seger, Comme un roc (Like a Rock), sur une adaptation de Philippe Labro (album Destination Vegas).